# Hößlinsülzer Bach
Der Hößlinsülzer Bach ist ein etwa 31⁄2 km langer Bach im Landkreis Heilbronn im nördlichen Baden-Württemberg, der nach nördlichem Lauf am Südrand des Dorfes Willsbach der Gemeinde Obersulm mit dem etwas kleineren linken Aubach zum Hambach zusammenfließt.

## Geographie

### Verlauf
Der Hößlinsülzer Bach, zunächst am Oberlauf Muselbach genannt, beginnt seinen Lauf etwa 11⁄4 km südwestlich des Löwensteiner Dorfes Hößlinsülz am Hang des Höhenrückens der Heilbronner Berge auf einer Höhe von etwa 300 m ü. NHN am Waldgewann Stumphau. Dort laufen zwei nur episodisch wasserführende Bachklingen zusammen. Diese jeweils etwa 0,3 km langen Gerinne von Westen und Nordwesten her sind etwa 0,3 km lang und setzen auf bis 370 m ü. NHN ein.
Ab diesem Zusammenfluss gibt es recht beständigen Durchfluss. Der Bach, ein bis drei Meter breit und mit sandigem Sediment auf dem Bachgrund, fließt zwischen den Höhenspornen Wanne links und Eisenberg rechts in seinem Rossmannsteich genannten Waldtal in nordwestlicher bis nördlicher Richtung durch den Wald. Teilweise liegt der Bachgrund mehr als zwei Meter eingetieft unter steilen Ufern. Von beiden Seiten laufen kurze Hanggerinne zu. Nach etwa einem Kilometer öffnet sich die Talaue, wenig danach lässt der Bach Bergland und Wald hinter sich und zieht, längstenteils von einer Baumgalerie begleitet, noch etwa 300 Meter neben einem Wirtschaftsweg zwischen flachen Äckern bis zum Ortsrand von Hößlinsülz.
Der nunmehr Hößlinsülzer Bach genannte Bach trennt nun den etwas Abstand vom Ufer haltenden alten Dorfkern linksseits von einer fast bis ans Ufer herangebaute Neubausiedlung um die Straße Heiligenfeld rechtsseits, wendet sich auf künftig etwa nördlichen Lauf und unterquert die das Dorf mit der B 39 verbindende K 2105. Hiernach setzt rechtsseits die Bebauung aus.
Am Ufer des nun langwellig durch einen Ackerlandschaft ziehenden Baches steht auf einigen Abschnitten Schilfröhrichte, ansonsten sind die Ufer völlig kahl. Am rechten Hang des breiten Tales liegen Weinberge. Von links fließen in zuletzt schnurgeraden, kahlen Gräben durch Dorf und dann gleich nach dem unteren Ortsrand zwei längere Gewässer zu, der Bach aus der Siechklinge und dann der Langenfeldbach.
Unmittelbar danach unterquert der Bach die Bundesstraße, nach der ein bachbegleitendes Auenwäldchen beginnt, das bald danach an der Unterquerung der von der Bundesstraße in Richtung Affaltrach führenden K 2124 kurz unterbrochen wird und wenig vor der Mündung ein weiteres Mal durch den etwa 10 Meter hohen Damm des gewöhnlich trockenliegenden Hochwasserrückhaltebeckens Hambach (!) beim Obersulmer Weiler Neuhaus, das 170.000 m³ Wasser des Hößlinsülzer Bachs zurückhalten kann. Der Bach selbst ist auf diesem Abschnitt trotz etwas schlängeligen Laufs wenig naturnah, das Sediment auf seinem Grund sandig bis schlammig.
Rund 150 Meter nach dem Erddamm fließt der Bach auf etwa 196 m ü. NHN von rechts mit dem Aubach zum selbst nurmehr 1,4 km langen Hambach zusammen. Der Hößlinsülzer Bach endet nach 3,4 km langem Weg mit mittlerem Sohlgefälle von etwa 30 ‰ rund 104 Höhenmeter unterhalb seines Ursprungs am Zusammenlauf der nur episodisch wasserführenden Oberlaufklingen. Er ist nur geringfügig länger als der Aubach, entwässert aber ein merklich größeres Teileinzugsgebiet.

### Einzugsgebiet
Der Hößlinsülzer Bach hat ein 4,8 km² großes Einzugsgebiet im Naturraum der Löwensteiner Berge; sein westlicher und südlicher Rand gehört zum Unterraum Heilbronner Berge, der größere Hauptteil zum Unterraum Weinsberger Tal. Am höchsten ist die südliche Wasserscheide, die ziemlich flach auf Höhen um 370 m ü. NHN verläuft mit einem Maximum von knapp 375 m ü. NHN auf dem Waldhochplateau Wanne (!) südwestlich über der Siechklinge.
Der Süd- und Westrand des Einzugsgebietes wird von Wald eingenommen, an den Hängen des größeren offenen Gebietsanteil wird weithin Wein angebaut. Im Flachland darunter dominieren die Wiesen gegenüber den Äckern. Bis auf einen kleinen Zwickel an der Mündung mit dem Weiler Neuhaus der Gemeinde Obersulm auf der Wasserscheide gehört das Gebiet zur Kleinstadt Löwenstein. Zentral darin liegt das Dorf Hößlinsülz, darum herum liegen der Weiler Breitenauer Hof auf der östlichen Wasserscheide und die Aussiedlerhöfe Lindenhof etwas nordwestlich und Kirchwiesen etwas südlich der Ortsgrenze des Dorfes, das selbst der einzige Siedlungsplatz am Ufer des Hößlinsülzer Bachs ist.
Reihum grenzen die Einzugsgebiete der folgenden Nachbargewässer an:
- Im Osten fließt nahe der Wasserscheide die den Hambach aufnehmende Sulm;
- im Süden liegt das Quellgebiet der Schozach, die noch oberhalb der Sulm in den Neckar mündet;
- im Nordwesten grenzt das Einzugsgebiet des anderen, linken Oberlaufs Aubach des Hambachs an.

### Zuflüsse und Seen
Liste der Zuflüsse und  Seen und  Hochwasserrückhaltebecken von der Quelle zur Mündung. Gewässerlänge, Seefläche, Einzugsgebiet und Höhe nach den entsprechenden Layern auf der Onlinekarte der LUBW. Andere Quellen für die Angaben sind vermerkt.
Ursprung des Hößlinsülzer Bachs auf etwa 300 m ü. NHN am Zusammenfluss zweier Hanggerinne ca. 1,7 km südwestlich der Ortsmitte von Löwenstein-Hößlinsülz im Stumphau. Beide Hanggerinne sind etwa 0,3 km lang und entstehen auf etwa 370 m ü. NHN. Der Bach fließt zunächst etwa nordostwärts bis an den Ortsrand von Hößlinsülz und wird bis dorthin Muselbach genannt.
- (Bach vom Eisenberg), von rechts und Südsüdosten auf etwa 223 m ü. NHN wenig vor Hößlinsülz, 0,4 km und ca. 0,1 km².[LUBW 9] Entsteht auf etwa 380 m ü. NHN in einer Klinge an der Spornspitze des Eisenbergs.
In der Folge wendet sich der nunmehr Hößlinsülzer Bach im Ortsbereich von Hößlinsülz auf etwa nördlichen Lauf.
- (Bach aus der Siechklinge), von links und Südwesten auf 206,8 m ü. NHN[LUBW 2] am Ostrand von Hößlinsülz, 1,7 km und 0,7 km². Entsteht auf etwa 280 m ü. NHN in der Wanne südwestlich von Hößlinsülz.
- Langenfeldbach, von links und Westsüdwesten auf etwa 205 m ü. NHN wenig nordöstlich von Hößlinsülz, 1,9 km und 0,8 km². Entsteht auf etwa 270 m ü. NHN im Wald Asang westlich von Hößlinsülz.
- Durchfließt auf unter 200 m ü. NHN bei Neuhaus das 2003 errichtete, gewöhnlich trockenliegende Hochwasserrückhaltebecken Hambach des Wasserverbandes Sulm, das hinter einem Erddamm von 10,2 m Höhe bis zu 170.500 m³ Wasser zurückhalten kann, welches dann gesteuert abgelassen wird.[LUBW 10]

Zusammenfluss des Hößlinsülzer Bachs von rechts und Süden auf 196,3 m ü. NHN am Südrand von Obersulm-Willsbach mit dem linken Aubach zum Hambach. Der Hößlinsülzer Bach ist 3,4 km lang und hat ein 4,8 km² großes Einzugsgebiet.

## Geologie
Im Einzugsgebiet des Hößlinsülzer Bachs steht die Mittelkeuper-Schichtenfolge vom Kieselsandstein (Hassberge-Formation) bis hinunter zum Gipskeuper (Grabfeld-Formation) an. Kieselsandstein liegt auf dem südlichen Teil des Bergkamms vor dem Schozach-Einzugsgebiet, über einen Randstreifen aus Unteren Bunten Mergeln (Steigerwald-Formation) fällt der Kamm seitwärts und nach Norden und Nordosten hin zu einer Zone von Schilfsandstein (Stuttgart-Formation) ab. Im mittleren und unteren Einzugsgebiet bis hinab zur Mündung steht der Gipskeuper an. Die Quellen der höheren Oberläufe liegen meist in Schichthöhe des Schilfsandsteins, etwas darüber oder darunter.
Die genannten triassischen Schichten sind vor allem im mittleren und unteren Einzugsgebiet mit solchen aus viel jüngerer geologischer Zeit überlagert. Eine nur kleine Lössinsel liegt um die Südspitze des Einzugsgebietes. Der Gipskeuper geht an den ostexponierten tieferen Talhängen in lösshaltige Fließerden über, der aus quartärer Ablagerung herrührt. Daneben gibt es wenige Inseln pleistozäner Terrassensedimente. Die Schwemmlandzonen um die Bäche setzen schon weit oben in den Klingen ein, die des Hößlinsülzer Bachs besteht etwa ab Hößlinsülz aus Auenlehmen.
Am Hang hinter dem Schießplatz von Hößlinsülz ist eine ehemalige Mergelgrube im Gipskeuper als Geotop ausgewiesen.

## Natur und Schutzgebiete
Das Landschaftsschutzgebiet Oberes Sulmtal mit Randhöhen reicht von der oberen Sulm im Osten her bis etwa an die Trasse der B 39 und umfasst somit einen großen Teil des unteren Einzugsgebietes, das zur Gänze im Naturpark Schwäbisch-Fränkischer Wald liegt.

## Tourismus
Der  Württembergischer Wein-Wanderweg führt auf seiner Etappe Eschenau–Löwenstein–Hößlinsülz–Lehrensteinsfeld–Weinsberg durch mittlere Einzugsgebiet.
Der  Frankenweg (Hauptwanderweg 8) des Schwäbischen Albvereins verläuft auf seiner Etappe Löwenstein–Heilbronn auf einem dort Heilbronner Weg genannten Waldweg entlang der südwestlichen Wasserscheide des Hößlinsülzer Bachs; Ausblick aufs Einzugsgebiet gibt es allerdings wegen der Bewaldung allenfalls nach Kahlschlägen.  Dieser recht flache Höhenweg auf dem Rücken der Heilbronner Berge wird im weiteren Verlauf Römerweg genannt und setzt sich in der doppelt versteinten hällischen Straße fort. Er verband in älterer Zeit Schwäbisch Hall mit Heilbronn.

### LUBW
Amtliche Online-Gewässerkarte mit passendem Ausschnitt und den hier benutzten Layern: Lauf und Einzugsgebiet des Hößlinsülzer Bachs

Allgemeiner Einstieg ohne Voreinstellungen und Layer: Daten- und Kartendienst der Landesanstalt für Umwelt Baden-Württemberg (LUBW) (Hinweise)
1. 1 2  Höhe nach dem Höhenlinienbild auf dem Hintergrundlayer Topographische Karte.
2. 1 2 3  Höhe nach grauer Beschriftung auf dem Hintergrundlayer Topographische Karte.
3. 1 2 3  Länge nach dem Layer Gewässernetz (AWGN).
4. 1 2  Einzugsgebiet aufsummiert aus den Teileinzugsgebieten nach dem Layer Basiseinzugsgebiet (AWGN).
5. ↑  Natur teilweise nach dem Layer Geschützte Biotope.
6. ↑  Seefläche nach dem Layer Stehende Gewässer.
7. ↑  Einzugsgebiet nach dem Layer Basiseinzugsgebiet (AWGN).
8. ↑  Länge abgemessen auf dem Hintergrundlayer Topographische Karte.
9. ↑  Einzugsgebiet abgemessen auf dem Hintergrundlayer Topographische Karte.
10. ↑  Daten des Hochwasserrückhaltebeckens nach dem Layer Stauanlage.
11. ↑  Schutzgebiete nach den einschlägigen Layern.

### Andere Belege
1. ↑  Wolf-Dieter Sick: Geographische Landesaufnahme: Die naturräumlichen Einheiten auf Blatt 162 Rothenburg o. d. Tauber. Bundesanstalt für Landeskunde, Bad Godesberg 1962. → Online-Karte (PDF; 4,7 MB)
2. ↑  Geologie nach den Layern zu Geologische Karte 1:50.000 auf: Mapserver des Landesamtes für Geologie, Rohstoffe und Bergbau (LGRB) (Hinweise)
3. ↑  Mergelgrube um Gewann Häule ca. 1000 m SW von Hößlinsülz, hinter dem Schützenhaus, Geotop-Steckbrief der Mergelgrube auf media.lgrb-bw.de, abgefragt am 5. März 2023.